# Тягачёв, Леонид Васильевич

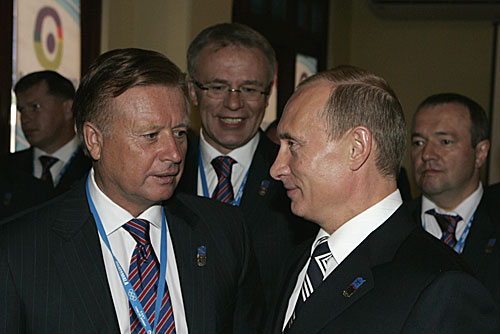
В. В. Путин с президентом Олимпийского комитета России Л. Тягачёвым, главой Росспорта В.Фетисовым перед началом презентации Сочи — города-кандидата на проведение XXII зимних Олимпийских игр 2014 года.
Гватемала, 2007 год

Леонид Васильевич Тягачёв (род. 10 октября 1946, Деденёво, Московская область) — российский государственный и спортивный деятель, почётный президент Олимпийского комитета России (ОКР). В 2001—2010 годах — президент Олимпийского комитета России. В прошлом советский горнолыжник, чемпион СССР, участник международных соревнований. Чемпион СССР среди коллективов физической культуры по футболу, мастер спорта СССР по футболу.

## Биография
Леонид Васильевич Тягачёв родился в 1946 г. в подмосковном посёлке Деденево в семье Василия Петровича и Антонины Фёдоровны Тягачёвых. Окрестности посёлка расположены на холмах Клинско-Дмитровской гряды, катание и спуск на лыжах издавна были излюбленным видом отдыха местных жителей. Ещё в школе познакомился со своей будущей женой Светланой.
С 1962 года — рабочий на Дмитровском электромеханическом заводе.
С 1962 года — в составе сборной СССР по горнолыжному спорту.
1966—1972 — инструктор на горнолыжной базе, потом — старший тренер Совета ДСО «Труд» в Москве.
С 1971 года — старший тренер по горнолыжному спорту Московской области.
В 1973 году окончил факультет физического воспитания Московского областного педагогического института имени Н. К. Крупской.
В период с 1971 по 1975 годы окончил курс обучения в Австрии в горнолыжной школе в городе Кирхберг у Пеле Шотепек.
С 1975 года — главный тренер сборной СССР. В 1981 году под непосредственным руководством Тягачёва мужская горнолыжная сборная СССР добилась крупнейшего успеха в своей истории, выиграв пять этапов Кубка мира в течение месяца — сначала Валерий Цыганов, затем четырежды Александр Жиров. До этого мужчины-горнолыжники СССР этапы Кубка мира не выигрывали.
В 1976 году, по утверждению авторов книги «КГБ играет в шахматы», был завербован офицером 5-го Управления КГБ СССР В. А. Лавровым как агент «Эльбрус».
С 1983 по 1985 — тренер сборной Узбекской ССР по горным лыжам, затем советник при правительстве Узбекской ССР по вопросам спорта, туризма и отдыха.
С 1985 года — президент Федерации горнолыжного спорта.
В 1996—1999 — председатель Государственного комитета Российской Федерации по физической культуре и туризму.
В 1999—2001 — первый вице-президент Олимпийского комитета России.
18 июля 2001 года был избран президентом Олимпийского комитета России. В январе 2002 года под его руководством Сборная России по фигурному катанию во главе с Еленой Бережной и Антоном Сихарулидзе победила на Играх в Солт-Лейк-Сити. Произвольная программа - вторая по старшинству после короткой в этом виде была откатана на отлично. 
22 декабря 2005 года переизбран президентом Олимпийского комитета России на второй срок.

### Совет Федерации
28 июня 2007 года в Законодательном собрании Ростовской области 3 созыва фракция «Единой России» выдвинула кандидатуру Леонида Тягачёва на должность сенатора Совета Федерации от парламента Ростовской области. На тот момент по закону кандидату от законодательного органа не нужно было быть депутатом этого органа. За назначение главы Олимпийского комитета России сенатором высказались 32 депутата из 45. В Совете Федерации Тягачёв был членом комитета по международным делам и комиссии по делам молодёжи и спорту.
В марте 2008 года в Законодательном собрании Ростовской области 3 созыва фракция «Единой России» вновь выдвинула кандидатуру Леонида Тягачёва на должность сенатора. 19 марта 2008 года депутаты избрали его сенатором на 5 лет.

### Олимпийский комитет России
17 декабря 2009 года Олимпийское собрание избрало Тягачёва президентом Олимпийского комитета России на третий срок. Голосование было безальтернативным. За кандидатуру Тягачёва проголосовал 201 делегат, против — 15.
1 марта 2010 года Президент Российской Федерации Дмитрий Медведев, выражая недовольство скромными результатами выступления российских спортсменов на Олимпиаде-2010 в Ванкувере, заявил, что в отставку должны подать все чиновники, отвечавшие за подготовку олимпийцев. При этом пообещал «помочь» тем из них, кто не сможет принять такого решения самостоятельно.
По мнению ряда экспертов, это высказывание подразумевало отставку министра спорта, туризма и молодёжной политики Российской Федерации Виталия Мутко и председателя Олимпийского комитета России Леонида Тягачёва.
4 марта 2010 года, после провального выступления Сборной России на Зимних Олимпийских играх-2010, отправлен в отставку с поста президента Олимпийского комитета России. В июне того же года Тягачёв покинул и комиссию Совфеда по физкультуре и спорту. После этих событий имя Тягачёва надолго исчезло из новостных сводок.
Поэт-песенник и футбольный болельщик Михаил Танич, по собственным словам, плохо относился к Тягачёву ещё со времён зимней Олимпиады в Солт-Лейк-Сити по причине допинг-скандалов с участием российских спортсменов, в которых была вина и самого Тягачёва.

### Выборы в заксобрание Ростовской области. Совет Федерации
Летом 2013 года в ходе избирательной кампании по выборам в заксобрание Ростовской области 5 созыва Тягачёв был включён в список партии «Единая Россия». Это было вызвано тем, что с 1 января 2011 года порядок формирования Совета Федерации был изменён — теперь кандидат в сенаторы от законодательного органа власти должен быть депутатом. Был первым номером в региональной группе Октябрьская. На состоявшихся 8 сентября 2013 года выборах список «Единой России» получил 24 мандата из 30, один из которых был передан Тягачёву. 23 сентября 2013 года на первом заседании заксобрания 5 созыва депутаты вновь избирали Леонида Тягачёва представителем в Совете Федерации. При этом Ткачёв сдал мандат депутата заксобрания, который 19 ноября был передан шахтинской активистке и сопредседателю Координационного совета Молодой гвардии Единой России Екатерине Стенякиной.
21 июля 2016 года Тягачёв подверг критике министра спорта России Виталия Мутко и главу Олимпийского комитета России Александра Жукова, возложив на них ответственность за недопуск российских легкоатлетов к соревнованиям Олимпиады 2016 в Бразилии. Наблюдатели расценили демарш давно ушедшего в тень Тягачёва как желание функционера-ветерана вернуться к публичной деятельности в переживающем допинговый кризис российском олимпийском движении.
16 ноября 2017 года в интервью радиостанции «Говорит Москва» заявил, что информатора Всемирного антидопингового агентства (ВАДА) Григория Родченкова «просто нужно за неправду расстрелять, как Сталин бы сделал».
В сентябре 2018 года 71-лений Леонид Тягачёв покинул Совет Федерации в связи с избранием Ирины Рукавишниковой.

### Личная жизнь
Леонид Тягачёв женат, имеет троих детей — двух дочерей и одного сына.
Жена с 17 декабря 1966 года — Светлана Николаевна Тягачёва (род. 25 мая 1948 года), глава городского поселения Деденевское. У Тягачёвых две дочери — Елена (род. 1968) и Александра (1973), три внучки.
В 2004 году у Тягачёва родился сын, матерью его является петербургская бизнес-леди Мария Строганова.

## Хобби и проекты

Голова добытого Тягачёвым кабана экспонируется в зимнем саду публичной библиотеки Деденево

Храм Спаса-Нерукотворного восстановлен в начале 2000-х годов при усердии четы Тягачёвых

Рядом со своим коттеджем в Деденево Тягачёв открыл детскую горнолыжную школу. Чета Тягачёвых способствовала также реставрации Спасо-Влахернского женского монастыря в Деденево, местной библиотеки и поликлиники, участвовала в ряде благотворительных проектов на своей малой родине.
Помимо катания на горных лыжах Тягачёв увлекается большим теннисом. Поклонник рыбалки, известен как заядлый охотник на диких уток, гусей и кабанов, прежде охотился также на лося и оленя. В зимнем саду деденевской библиотеки выставлена мумифицированная голова добытого Тягачёвым чёрного кабана.[значимость факта?]
В декабре 2012 года стало известно, что Тягачёв снял обучающий фильм по катанию на горных лыжах с участием президента Владимира Путина. Тягачёв отметил, что техника катания Путина настолько хороша, что фильм поможет новичкам освоить горные лыжи.

## Награды

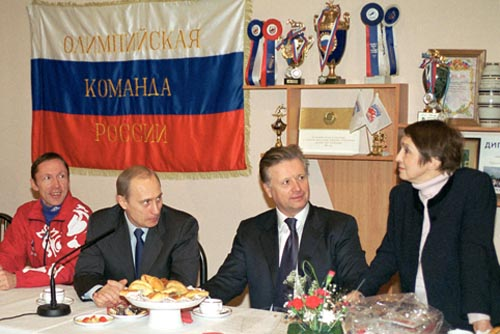
Слева направо: Прокуроров, Путин, Тягачёв, Москвина, 2002 г.

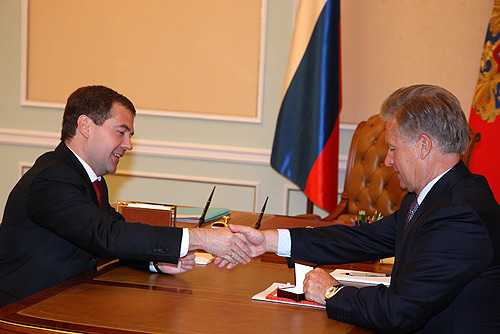
Президент РФ Медведев и глава НОК России Тягачёв, июль 2008

- Орден «За заслуги перед Отечеством» III степени (4 ноября 2005) — за большой вклад в развитие физической культуры и спорта, успешное выступление сборной команды России на Играх XXVIII Олимпиады 2004 года в Афинах[20]
- Орден «За заслуги перед Отечеством» IV степени (9 октября 2001) — за большой вклад в развитие физической культуры и спорта, высокие спортивные достижения сборной команды России на Играх XXVII Олимпиады 2000 года в Сиднее[21]
- Орден Почёта (3 марта 1999) — за заслуги в развитии физической культуры и спорта, большой вклад в подготовку спортсменов к XVIII зимним Олимпийским играм 1998 года[22]
- Орден Дружбы народов (22 апреля 1994) — за высокие спортивные достижения на XVII зимних Олимпийских играх 1994 года[23]
- Медаль «В память 850-летия Москвы» (1997)[24]
- Медаль «За заслуги перед Чеченской Республикой» (19 июня 2006) — за заслуги в развитии физической культуры и спорта, совершенствование системы физического воспитания населения Чеченской Республики[25]
- Заслуженный работник физической культуры Российской Федерации (6 августа 2007) — за активное участие в работе по обеспечению победы заявки города Сочи на право проведения XXII зимних Олимпийских и XI Параолимпийских игр в 2014 году[26]
- Большой золотой почётный знак со звездой «За заслуги перед Австрийской Республикой» (2001)[27].
- Серебряный Олимпийский орден (2006)[28]
- Национальная премия «Россиянин года» (2006, 2008) — за высокий профессионализм в продвижении позиций России на мировой спортивной арене и крупный вклад в развитие Олимпийского движения[29]
- Почётная грамота Московской Городской Думы (16 июля 2003) — за заслуги перед городским сообществом[30]
- «Серебряный крест» Союза армян России — за большой вклад в укрепление и развитие дружественных отношений между Российской Федерацией и Республикой Арменией[31].
- Почётная грамота Правительства Российской Федерации (7 августа 1997) — за большой личный вклад в подготовку и проведение Спартакиады трудящихся Российской Федерации 1996-1997 годов "За физическое и нравственное здоровье нации"
- Почётный гражданин Московской области (14 ноября 2023)[32]

### Спортивные звания
- Заслуженный тренер СССР и России
- Мастер спорта СССР